# الحزام الشمسي للولايات المتحدة الأمريكية

الحزام الشمسي في

الحزام الشمسي للولايات المتحدة، هي المنطقة الممتدة عبر جنوب الشرق وجنوب الغرب من الولايات المتحدة الأمريكية (والواقعة على خط العرض 36). ويمكن العثور عليه في الصحراء / المناطق شبه الصحراوية (كاليفورنيا، نيفادا، أريزونا تكساس)، ومناطق المناخ المتوسطي، والمناطق الرطبة شبه الاستوائية (أوكلاهوما، تكساس، لويزيانا، ميسيسيبي، ألاباما، أركنساس، جورجيا، كارولينا الجنوبية، كارولينا الشمالية)، ومناطق المناخ الاستوائية (فلوريدا).
قد شهدت مناطق الحزام الشمسي منذ الستينيات نموًا سكانيًا كبيرًا؛ بسبب تدفق الناس الذين يسعون إلى مناخ دافئ ومشمس، وازدياد أعداد الأطفال، وتزايدت الفرص الاقتصادية. ومع ظهور مكيف الهواء جعل الظروف الصيفية أكثر راحة، وسمح للمزيد من الصناعات التحويلية والصناعة بتحديد موقعها في الحزام الشمسي.

## تعريف عام
يتكون حزام الشمس من الطبقة الجنوبية للولايات المتحدة، بما في ذلك ولايات ألاباما وأريزونا وفلوريدا وجورجيا ولويزيانا ومسيسيبي وكارولينا الجنوبية وتكساس وحوالي ثلثي ولاية كاليفورنيا وأجزاء من أركنساس، وكارولينا الشمالية، ونيفادا. وهنالك خمس ولايات ضمن الحزام الشمسي - أريزونا وكاليفورنيا وفلوريدا ونيفادا وتكساس - تسمى «دول الرمال» بسبب وفرة الشواطئ أو الصحارى.
استخدم مصطلح الحزام الشمسي لأول مرة من قبل المحلل السياسي كيفن فيليبس في كتابه عام 1969 «الأغلبية الجمهورية الناشئة» ، ثم انتشر المصطلح للثلث الجنوبي من الأمة في أوائل السبعينيات. وفي هذه الفترة، تحولت الأهمية الاقتصادية والسياسية من الغرب الأوسط والشمال الشرقي إلى الجنوب والغرب، وسمحت عوامل المناخ لهجرة العمال من المكسيك، وازدهار الصناعة الزراعية.
وازدهرت الصناعات الفضائية واستخراج النفط في مناطق الحزام الشمسي، حيث استغلت الشركات انخفاض مشاركة النقابات العمالية في المنطقة، وساعدت عمليات استخراج النفط في نهضة دول مثل تكساس ولويزيانا، ونشطت السياحة في ولاية فلوريدا وجنوب كاليفورنيا. وفي الاونة الأخيرة أصبحت التكنولوجيا والصناعات الاقتصادية الجديدة من العوامل الرئيسية للنمو في ولاية كاليفورنيا وفلوريدا وتكساس وأجزاء أخرى من مناطق الحزام الشمسي، وتصنف تكساس وكاليفورنيا بين أفضل خمس ولايات في البلاد.

## الدراسات المتوقعة
في عام 2005، توقع مكتب الإحصاء الأمريكي أن حوالي 88٪ من النمو السكاني في البلاد بين عامي 2000 و2030 سيكون في مناطق الحزام الشمسي ، ومن المتوقع أن يزداد أكثر من 12 مليون شخص خلال تلك الفترة في كل من كاليفورنيا وتكساس وفلوريدا، الأمر الذي سيجعلهم حتى الآن أكثر الدول اكتظاظًا بالسكان في أمريكا[ ؟ ]. ومن المتوقع أن تكون ولاية نيفادا وأريزونا وفلوريدا وتكساس أسرع الدول نموًا. وأدت الأحداث التي أدت إلى الركود الذي حدث في الفترة 2008-2009 إلى أن تساءل البعض عما إذا كانت توقعات النمو الخاصة بحزام الشمس مبالغ فيها. ويبدو أن الفقاعة الاقتصادية التي أدت إلى الركود كانت أكثر حدة في مناطق الحزام الشمسي من الأجزاء الأخرى من البلاد. وبالإضافة إلى ذلك، فإن التنافس التقليدي لأسواق العمل الرخيصة في المنطقة مقارنة بالمراكز الصناعية القديمة في أمريكا قد تآكل بسبب التوجه للاستعانة بمصادر خارجية.
ومن أكبر التهديدات التي تواجه الحزام في العقود القادمة نقص المياه، حيث تقوم المجتمعات المحلية في كاليفورنيا بوضع خطط لبناء محطات تحلية[ ؟ ] متعددة لتوريد المياه العذبة وتجنب الأزمات على المدى القريب. وتواجه تكساس وجورجيا وفلوريدا أيضا نقصا شديد الخطورة بسبب سكانها الذين يتزايد عددهم بسرعة.

## البيئة
البيئة في مناطق الحزام الشمسي في غاية الاهمية، ليس فقط للحكومات المحلية وحكومات الولايات، ولكن للحكومة الاتحادية ايضًا. ويوجد في ثمان من الولايات العشر تنوع بيولوجي عالٍ جدا (يتراوح بين 3800 و6700 نوع،) «لا يشمل الحياة البحرية» ولمناطق الحزام الشمسي أيضا أكبر عدد من النظم الإيكولوجية المتميزة: الصحراء، والمراعي، والغابات الاستوائية المطيرة... إلخ.

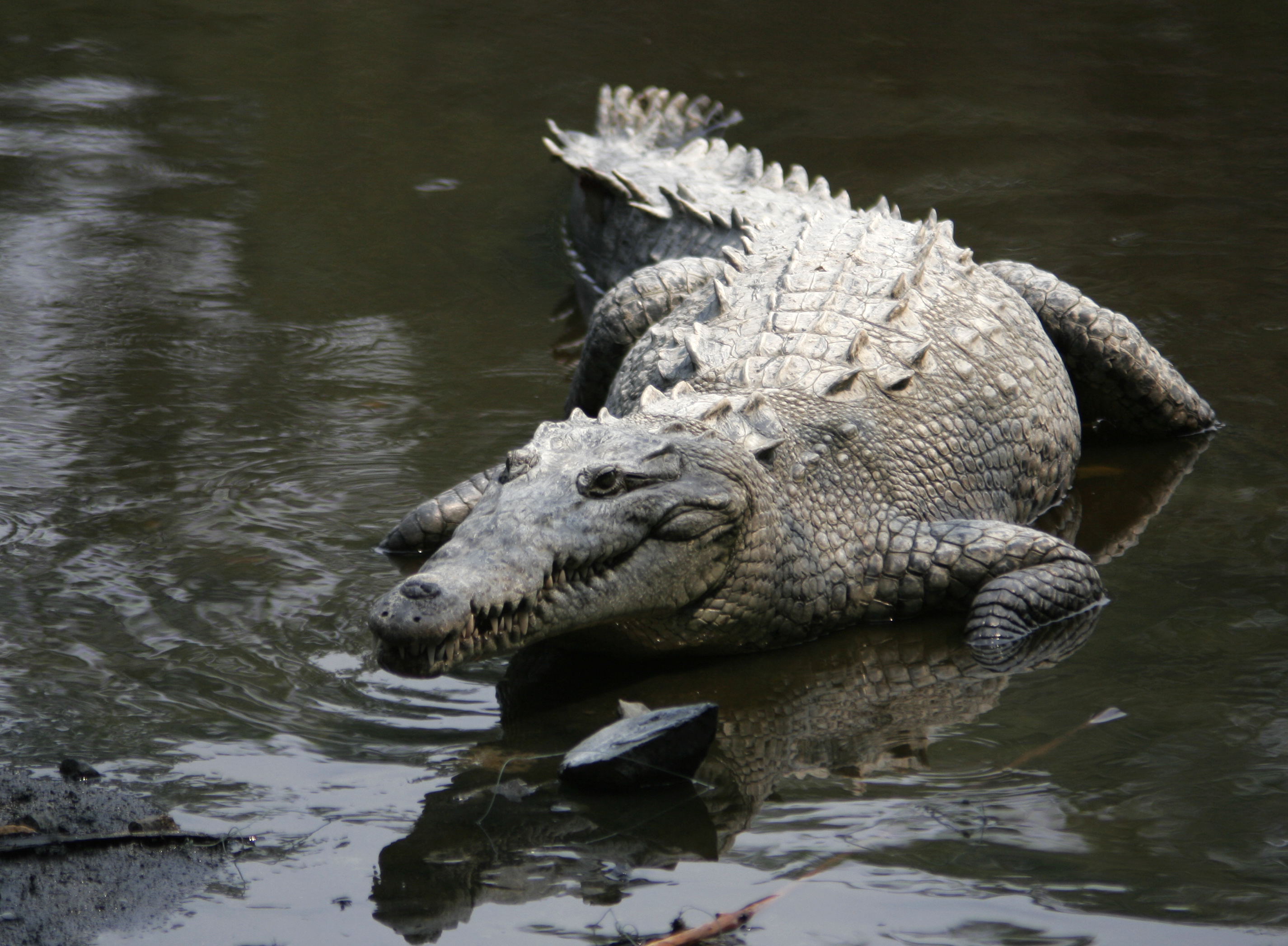
التمساح الامريكي

وهناك بعض الحيوانات المهددة بالانقراض تعيش داخل مناطق الحزام الشمسي  بما في ذلك:
- التمساح الأمريكي
- نمر فلوريدا
- طائر فيريو الأسود
- نقار الخشب الاحمر